# Lissodendoryx strongylata
Lissodendoryx strongylata är en svampdjursart som beskrevs av van Soest 1984. Lissodendoryx strongylata ingår i släktet Lissodendoryx och familjen Coelosphaeridae. Inga underarter finns listade i Catalogue of Life.